# Rabih Mroué
Rabih Mroué (* 1967 in Beirut) ist ein libanesischer Performancekünstler, Regisseur, Autor, Schauspieler und bildender Künstler.

## Leben
Mroué wuchs in proletarischen Verhältnissen während des libanesischen Bürgerkriegs auf. Seine Mutter starb am 19. August 1978  als Milizsoldatin, sein Großvater wurde ermordet. Mroué studierte Theaterwissenschaft an der Libanesischen Universität in Beirut. Seit 1990 ist er als Theatermacher aktiv.
In seinen Performances beschäftigt Mroué sich zumeist mit der politischen Situation im Libanon und im Nahen Osten. Mroué erforscht und reflektiert künstlerische Verantwortung beim kommunizieren mit dem Publikum in gegebenen politischen und kulturellen Kontexten.
Seine Arbeiten verbinden verschiedene künstlerische Disziplinen und Formate wie Theater, Performance, Musik und visuelle Kunst.
Seine Performances sind an internationalen Festivals und Theatern zu sehen, mit The Pixelated Revolution war er etwa 2012 auf der dOCUMENTA (13) vertreten, seine jüngste Arbeit Ode to Joy von 2015 lief an den Münchner Kammerspielen. 2017 wurde in der Spielstätte „Wartburg“ im Hessischen Staatstheater in Wiesbaden seine Performance „Sand in the Eyes“ aufgeführt.

## Ehrungen
2010 erhielt Rabih Mroué eine Künstlerforderung und den „Spalding Gray Award“ für Theater/Performancekunst von der Foundation of Contemporary Arts in New York.
2011 erhielt Rabih Mroue, gemeinsam mit Lina Saneh, für seine Theatertexte den Jürgen Bansemer & Ute Nyssen Dramatiker Preis.

## Privates
Mroué ist Herausgeber der beiden libanesischen Zeitschriften Kalamon und The Drama Review. Er lebt mit seiner Frau Lina Saneh in Berlin.

## Ausstellungen
November 2016 bis Februar 2017: Kunsthalle Mainz

## Liste von Werken
- Three Posters, 2000, mit Elias Khoury, Theaterperformance[3]
- Face A/Face B, 2001, Video/Sound, 10 min.[3]
- Biokhraphia, 2002, mit Lina Saneh, Theaterperformance[3]
- With Soul, With Blood, 2003, Video, 11 min.[3]
- The Old House, 2003, Video/Sound, 1:15 min.[3]
- Looking for a Missing Employee, 2003, Theaterperformance, 1h 45 min.[3]
- Who's Afraid of Representation, 2005, mit Lina Saneh, Theaterperformance, 1h[3]
- Make Me Stop Smoking, 2006, lecture-performance[3]
- I, the Undersigned, 2007, 2-Kanäle Video-Installation, handgeschriebener Wandtext, 4:10 min. und 3:50 min.[3]
- How Nancy Wished that Everything Was an April Fool's Joke, 2007, Theaterperformance, 1h 30min.[3]
- Noiseless, 2008, Installation mit Text und Video, 4:30 min.[3]
- Photo-Romance, 2009, mit Lina Saneh, Theaterperformance[3]
- A Minute Late, 2009, mit Rima Khcheich/Abbas Beydoun, Musik/Live-Konzert[3]
- The Inhabitants of Images, 2009, lecture-performance[3]
- Je veux voir, 2010, gemischte Medieninstallation[3]
- Grandfather, Father and Son, 2010, gemischte Medieninstallation[3]
- Dance on. Water between three hands, Tanztheater 2016